# جورج شيحان
جورج شيحان (مواليد 31 مايو 1953 في حارة صخر بلبنان) هو المطران الحالي (السابع) لابرشية القاهرة المارونية.

## حياته
درس جورج شيحان في جامعة الروح القدس الكسليك ورسم كاهنا في 12 أغسطس 1979. في عام 2012، عيّنه غبطة البطريرك مدبراً بطريركياً على ابرشية حيفا والاراضي المقدسة.
أكد البابا بنديكتوس السادس عشر تعيين وتثبيت جورج شيحان أسقفًا للقاهرة في 16 يونيو 2012. انعقد مجمع اساقفة الكنيسة المارونية المقدس برئاسة البطريرك الماروني الأنطاكي، بشارة بطرس الراعي، انتخب المجمع المقدّس خمسة مطارنة جدد وقت انعقاده من 11 الي 16 يونيه 2012. احدهم هو المطران جورج شيحان والاربعة الاخرين هم
- الاباتي موسى الحاج الراهب الانطوني، مطراناً على ابرشية حيفا والاراضي المقدسة.
- الخوراسقف مارون العماّر، رئيسا للاكليريكية البطريركية في غزير.
- الخوراسقف جوزف معوّض، معاوناً بطريركياً في الكرسي البطريركي.
- الاب بولس روحانا الراهب اللبناني الماروني، نائباً بطريركياً في نيابة صربا من الابرشية البطريركية.

في 13 يناير 2014، عيّن البابا فرنسيس شيحان زائرًا رسوليًا للمؤمنين الموارنة في بلدان شمال إفريقيا خارج منطقة أسقفيته.

## من مؤلفاته
- أول كنيسة مارونية في مصر